# Unser Walter
Unser Walter ist eine siebenteilige deutsche Fernsehserie des ZDF aus dem Jahre 1974. Produziert wurde die Serie von der evangelischen Filmproduktionsgesellschaft Eikon. Premierendatum war am 8. Juli 1974. Regisseur war Peter Schubert, das Drehbuch schrieb Heiner Michel. Die Fernsehserie erhielt den Adolf-Grimme-Preis für sozialkritische Fernsehspielserien.

## Handlung
Als ihr Sohn Walter zweieinhalb Jahre alt ist, teilt ein Arzt dem Ehepaar Zabel mit, dass der Junge das damals noch als Mongolismus bezeichnete Down-Syndrom hat.
Die Fernsehserie schildert das Leben von Walter und seiner Familie über einen Zeitraum von zwanzig Jahren. Das Leben mit einem Kind mit Behinderung gestaltet sich zunächst schwierig. Kindergärten und Schulen lehnen den Jungen ab, und Walter muss privat unterrichtet werden. Die Mutter kann nicht mehr im Familiengeschäft mitarbeiten, weil sie sich um ihren Sohn kümmern muss. Der Vater muss den Laden daraufhin aufgeben, und Walters jüngere Schwester Sabine fühlt sich vernachlässigt. Fremde Menschen begegnen Walter mit Skepsis. Im Lauf der Jahre lernen die Zabels aber mit der Situation umzugehen, und auch Walter lernt, sich in der Welt zurechtzufinden. Eine große Hilfe ist Onkel Gerd, der anfangs in einem Heim für Menschen mit Behinderung seinen Ersatzdienst leistet und sich später als Facharzt auf die Behandlung von Kindern mit geistiger Behinderung spezialisiert. Am Ende der Serie ist Walter 21 Jahre alt.

## DVD-Veröffentlichung
Die Serie wurde am 2. Juni 2006 als Doppel-DVD mit FSK-Altersfreigabe ab 12 Jahren und einer Gesamtlaufzeit von 315 Minuten in deutscher Sprache (Dolby Digital 2.0) veröffentlicht.